# Русская Тукля
Русская Тукля — микрорайон посёлка Ува Республики Удмуртия, бывшая деревня. Расположен к западу от центра посёлка.

## История
Деревня основана в конце XVIII — начале XIX веков удмуртами из рода Тукля, переселившимися из деревни Старая Тукля. В 1840–50-е годы здесь также селятся русские малоземельные крестьяне Нолинского уезда Вятской губернии.
По данным 1859 года — казённая деревня Ново-Туклинская (Тукля Новая) 1-го стана Малмыжского уезда Вятской губернии, расположенная в 142 верстах от уездного города, при речке Уве, 19 дворов и 153 жителя (64 мужчины и 89 женщин, из них 48 мужчин и 49 женщин удмуртов), мельница. В то время деревня представляла собой двухстороннюю улицу, раздваивавшуюся в нижней части на два проулка.
В 1870-е годы после отъезда удмуртов в выселок (нынешнюю Удмуртскую Туклю) деревня становится русским населённым пунктом.
По сведениям на 1884 год в деревне Новая Тукля Уватуклинского района Уватуклинской волости в 20 дворах проживало 129 человек (56 мужчин и 73 женщины), государственные крестьяне, русские. Количество земли составляло 554,8 десятины, из них 11,8 десятин усадебной земли, 191,3 — пашни, 63,9 — сенокоса, 176,5 десятин подушного леса и кустарника и 60,8 — леса и кустарника под лесным налогом. Также имелось 50,5 десятин неудобной земли. Значительную часть земли составлял «песок чистый»; лес был на месте современного 20-го квартала Увинского лесничества, сенокос и пастбища — с обеих сторон реки Ува и вдоль ручья Башмашур. Из скота имелось 33 лошади, 81 корова и 75 единиц мелкого скота (овец, свиней и коз).
В 1905 году в деревне Новая Тукля (Русская, Гиркешур) той же волости проживало 152 жителя (71 мужчина, 81 женщина) в 26 дворах.
По данным 1911 года деревне принадлежало 554,95 десятин земли в даче №266 Генерального межевания (из неё 22,25 десятин усадебной земли, 269,22 десятины трёхпольной пашни и 8,29 — перелога, 86,66 десятин сенокоса (из них 20 десятин заливного, 57,4 — суходольного и 9,26 — болотного), 30 десятин выгона и 110,04 десятины леса, а также 28,49 десятин неудобной земли), а также 8,6 десятин трёхпольной пашни в даче №68.
В 1915 году деревня относилась к церковному приходу села Ува-Тукля.
По переписи 1920 года в деревне Тукля Русская Нижняя (Гиркешур) проживало 175 жителей в 29 дворах (все русские). В 1924 году зафиксированы изменения административного деления Вотской АО. В начале года деревня входила в состав Уватуклинской волости Селтинского уезда, затем перешла в состав Ново-Мултанской волости, а позже произошло и укрупнение уездов (деревня вошла в состав Ижевского уезда). В том году в деревне жило 165 жителей в 29 дворах. В 1924 году деревня входила в состав Поршур-Туклинского сельсовета, а в 1925 году — уже в состав Узей-Туклинского.
В 1931 году на общем сходе крестьяне деревни решили убрать урожай совместно, объединившись в колхоз «Увинск».
В начале 1932 года деревня принадлежала Узей-Туклинскому сельсовету Новомултанского ёроса, а в конце года — уже Селтинского ёроса. В 1935 году она вошла в состав вновь образованного Увинского района.
В 1950 году колхоз «Увинск» входит в состав колхоза им. Чапаева, центральная усадьба которого находится в Русской Тукле.
К 1955 году современное название деревни окончательно закрепляется, она входит в состав Ува-Туклинского сельсовета.
В 1950-е годы центральная усадьба колхоза была перенесена на новое место. В 400 м от нынешнего садоводства «Пионер», у дороги на Пекшур были построены школа, медпункт, 4 животноводческие фермы, лесопилка и амбары, однако деревня осталась на старом месте. В 1959 году в ней проживало 102 человека.
В 1970-е годы ферма колхоза прекратила существование (сохранилась только водонапорная башня), а в 1987 году деревня и её 230 жителей, окружённые улицами и промышленными предприятиями пгт Ува, включаются в состав посёлка.